# Salahdine Hmied
Salahdine Hmied (en arabe : صلاح‌الدین حمید), né le 1er septembre 1961 au Maroc, est un joueur de football international marocain qui évoluait au poste de gardien de but.

## Biographie

### Carrière en sélection
Avec l'équipe du Maroc olympique, il participe aux Jeux olympiques d'été de 1984. Lors du tournoi olympique organisé à Los Angeles, il ne joue aucun match.
Il dispute ensuite avec l'équipe du Maroc, la Coupe du monde de 1986. Lors du mondial organisé au Mexique, il officie comme gardien remplaçant, et ne prend part à aucun match.
Il participe également avec le Maroc à la Coupe d'Afrique des nations de 1986. Lors de cette compétition organisée en Égypte, il ne joue qu'un seul match, contre la Côte d'Ivoire. Le Maroc se classe quatrième du tournoi.
1. 24/10/1984 Rabat Maroc - Canada 3 - 2 Amical
2. 31/01/1985 Cochin Inde - Maroc 0 - 1 Nehru Cup
3. 07/08/1985 Maroc – Tunisie 2 - 2 Jeux Panarabes
4. 20/03/1986 Le Caire Côte d’ivoire - Maroc  3 - 2 Classement CAN 1986
5. 09/06/1987 Kangnung (Corée) Australie - Maroc 1 - 0 President's Cup

## Palmarès
FAR Rabat
| - Championnat du Maroc (3) : - Champion : 1983-84, 1986-87 et 1988-89. - Coupe du Trône (3) : - Vainqueur : 1983-84, 1984-85 et 1985-86. - Finaliste : 1987-88. |  | - Coupe des clubs champions africains (1) : - Vainqueur : 1985. - Coupe afro-asiatique : - Finaliste : 1986. |